# Ystad International Military Tattoo

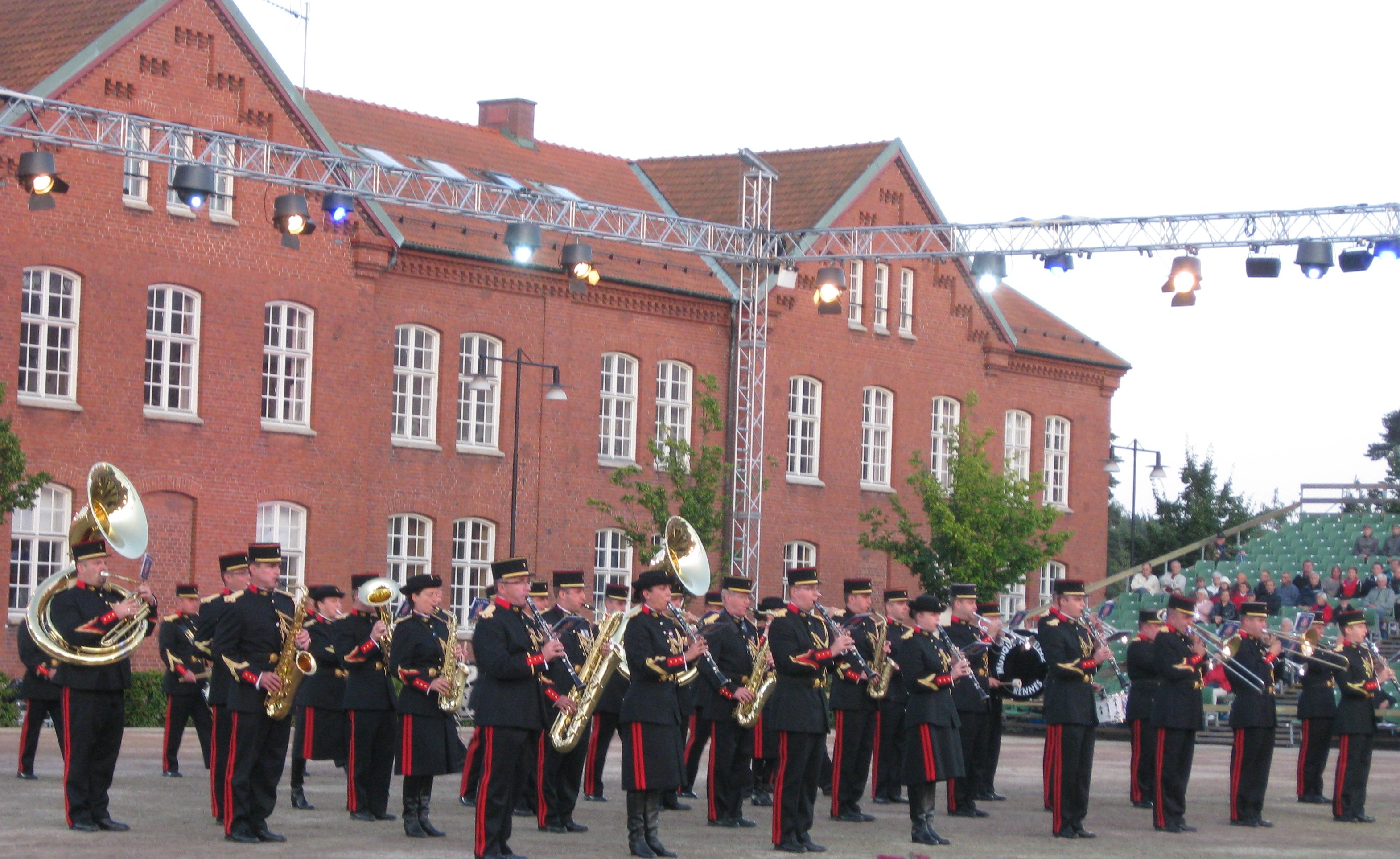
Musique de l'Artillerie vid Ystad International Military Tattoo 2011

Ystad International Military Tattoo är en uppvisning av militärorkestrar i Ystad. 
Arrangemanget anordnas av en ideell förening med representanter för näringslivet i regionen, Försvarsmakten, Hemvärnet, de frivilliga försvarsorganisationerna och Hemvärnets Musikkår Ystad. Den första uppvisningen ägde rum 1999.
Alltsedan starten har ambitionen varit att de deltagande musikkårerna skall bjuda på figurativ musik, rörelse och färg med spektakulär ljussättning med det stilbildande Edinburgh Tattoo som förebild.
Under 2006 har Ystad Tattoo Vänner bildats som stödorganisation åt Ystad International Military Tattoo.

## Galleri
- Säckpipeblåsare övar vid Ystad International Military Tattoo 2007.

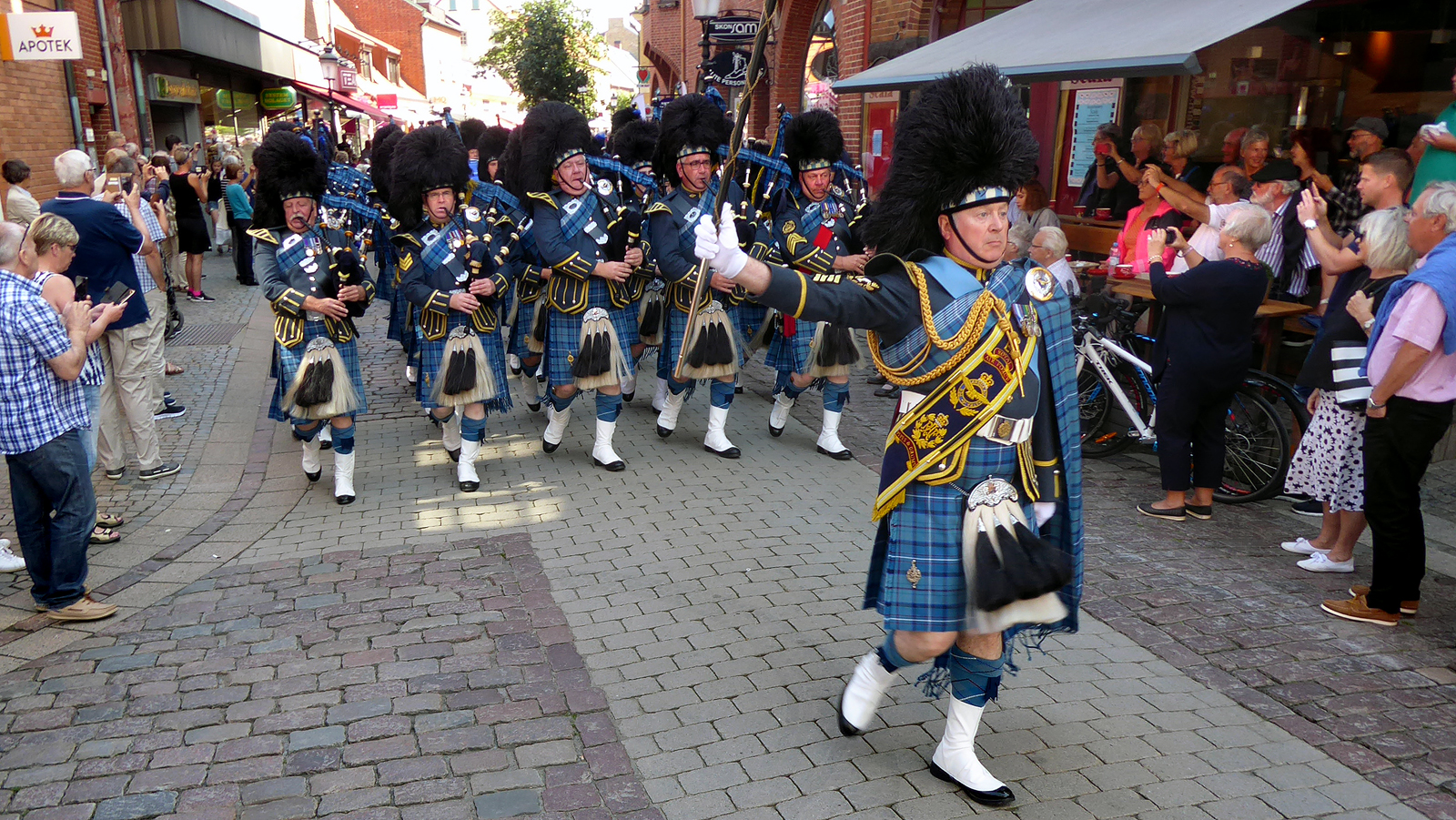
En tamburmajor i täten för en Skotsk musikkår i Ystad 2017.
- Figurativ marsch under Tattoo 2007.